# Olènids
Els olènids (Olenidae) són una família dels extints trilobits. Van viure en el Cambrià superior i l'Ordovicià a l'actual Escandinàvia, Gran Bretanya i la part oriental d'Amèrica del Nord. És una família és rica en espècies, a Suècia se n'han identificat 58 espècies. Els olènids tenien un cap relativament gran respecte al seu pigidi.

## Taxonomia
Acerocare - Acerocarina - Aciculolenus - Anaximander - Angelina - Apoplanias - Asilluchus - Baikonuraspis - Balnibarbi - Bienvillia - Boeckaspis - Bondarevites - Bulbolenus - Chekiangaspis - Cloacaspis - Ctenopyge - Cyclognathina - Danarcus - Desmetia - Eoctenopyge - Euonchonotina - Eurycare - Granitzia - Hancrania - Helieranella - Highgatella - Huangshiaspis - Hunanolenus - Hypermecaspis - Inkouia - Isidrella - Jujuyaspis - Leiobienvillia - Leptoplastides - Leptoplastus - Leurostega - Magnomma - Mesoctenopyge - Moxomia - Neoolenus - Neoparabolina - Nericiaspis - Olenus - Orkekeia - Parabolina - Parabolinella - Parabolinina - Parabolinites - Paraolenus - Paraplicatolina - Peltocare - Peltura - Pelturina - Plicatolina - Plicatolinella - Porterfieldia - Prohedinella - Protopeltura - Psilocara - Remizites - Rhodonaspis - Saltaspis - Shihuigouia - Sphaerophthalmus - Svalbardites - Talbotinella - Triarthrus - Ullaspis - Westergaardia - Westergaardites - Wujiajiania